# Lalitpur, Uttar Pradesh
Lalitpur är en stad i den indiska delstaten Uttar Pradesh, och är den administrativa huvudorten för distriktet Lalitpur. Staden hade 133 305 invånare vid folkräkningen 2011.